# Ant (Atoll)
Ant, auch Ahnd oder And genannt, ist ein kleines Atoll im Pazifischen Ozean etwa 10 km südwestlich des westlichen Riffkranzes der mikronesischen Insel Pohnpei. Ant bildet zusammen mit Pohnpei und dem nördlich gelegenen Pakin-Atoll die Gruppe der Senjawin-Inseln.

## Geographie
Das fast rechteckige Atoll ist 11 km lang und bis zu 9 km breit. 13 kleine, aber überwiegend bewachsene Motus finden sich auf dem schmalen südlichen und östlichen Saumriff sowie an einer einzigen Stelle im Nordwesten des Atolls (Wolauna Island). Zur tiefen Lagune besteht ein Durchgang im Südosten (Tauenai Channel).
Zu den größeren Landmassen des Ant-Atolls gehören die Inselchen Nikalap Aru im Südosten (46,6 Hektar), Pamuk im Südwesten (60,1 Hektar) und Patya im Osten (18,6 Hektar), die zusammen zwei Drittel der Landfläche des Atolls auf sich vereinigen.
Das unbewohnte Atoll befindet sich in Privatbesitz.
Die Gesamtfläche des Atolls beträgt 99 km². Die Lagune ist bis zu 67 Meter tief.
Im Südosten des Atolls führt die 90 Meter breite und an der seichtesten Stelle 15,2 m tiefe Tauenai Passage in die Lagune.
Das Atoll ist unbewohnt. 1986 wurde von einer Familie berichtet, die auf der Hauptinsel Nikelap Aru wohnte und Kopra zum Verkauf produzierte.
Die einzelnen Inseln des Atolls, die alle auf dem Riffkranz liegen, heißen im Uhrzeigersinn, beginnend im Nordwesten:
1. Wolauna (Wolouna)
2. Pasa (Patya)
3. Nikalap (Nikalap Aru) (größte Insel)
4. Imwinsapw (Imwinyap)
5. Wetikitik
6. Pansanki (Pahnwasankgi)
7. Nalaus
8. Sakarawi
9. Tehpe
10. Dekehkapw
11. Renipiua
12. Dolen Mwuroi (kleinste Insel)
13. Pamuk Imwintiati (zweitgrößte Insel)

## Verwaltung
Das Atoll ist traditionell Teil der Gemeinde Kitti mit Sitz im Südwesten der Insel Pohnpei.